# Umaglesi Liga 2008-2009
L'Umaglesi Liga 2008-2009 è stata la ventesima edizione della massima serie del campionato georgiano di calcio. La stagione è iniziata il 13 settembre 2008 e si è conclusa il 23 maggio 2009. Il WIT Georgia ha vinto il campionato per la seconda volta nella sua storia.

## Stagione

### Novità
Dalla Umaglesi Liga 2007-2008 sono stati retrocessi il Merani Tbilisi, la Dinamo Batumi e il Dila Gori, mentre dalla Pirveli Liga è stato promosso il Magaroeli Chiatura.

Prima dell'inizio del campionato il Magaroeli Chiatura si è ritirato o è stato escluso, con il conseguente ripescaggio del Gagra. Inoltre, l'Ameri Tbilisi si è ritirato dal campionato per problemi economici.

### Formula
Le 11 squadre partecipanti si sono affrontate in un girone all'italiana con le squadre che si affrontavano per tre volte, per un totale di 30 giornate. La squadra prima classificata è stata dichiarata campione di Georgia ed ammessa al primo turno preliminare della UEFA Champions League 2009-2010. La seconda e la terza classificata venivano ammesse al primo turno preliminare della UEFA Europa League 2009-2010. Se la squadra vincitrice della coppa nazionale, ammessa al secondo turno preliminare della UEFA Europa League 2009-2010, si classificava al secondo o terzo posto, l'accesso al primo turno di Europa League andava a scalare. L'ultima classificata veniva retrocessa in Pirveli Liga.

## Squadre partecipanti
| Club                 | Città       | Stagione 2007-2008                  |
| -------------------- | ----------- | ----------------------------------- |
| Borjomi              | Borjomi     | 9º posto in Umaglesi Liga           |
| Dinamo Tbilisi       | Tbilisi     | Campione di Georgia                 |
| Gagra                | Tbilisi     | 1º posto in Pirveli Liga gruppo est |
| Lok’omot’ivi Tbilisi | Tbilisi     | 10º posto in Umaglesi Liga          |
| Meskheti             | Akhaltsikhe | 6º posto in Umaglesi Liga           |
| Mglebi Zugdidi       | Zugdidi     | 7º posto in Umaglesi Liga           |
| Olimpi Rustavi       | Rustavi     | 4º posto in Umaglesi Liga           |
| Sioni Bolnisi        | Bolnisi     | 8º posto in Umaglesi Liga           |
| Spartaki-Tskhinvali  | Tskhinvali  | 11º posto in Umaglesi Liga          |
| WIT Georgia          | Tbilisi     | 2º posto in Umaglesi Liga           |
| Zest'aponi           | Zestaponi   | 3º posto in Umaglesi Liga           |

## Classifica finale
|  | Pos. | Squadra              | Pt | G  | V  | N  | P  | GF | GS | DR  |
|  | ---- | -------------------- | -- | -- | -- | -- | -- | -- | -- | --- |
|  | 1.   | WIT Georgia          | 69 | 30 | 20 | 9  | 1  | 57 | 19 | +38 |
|  | 2.   | Dinamo Tbilisi       | 63 | 30 | 19 | 6  | 5  | 70 | 21 | +49 |
|  | 3.   | Olimpi Rustavi       | 57 | 30 | 16 | 9  | 5  | 40 | 20 | +20 |
|  | 4.   | Zest'aponi           | 52 | 30 | 16 | 4  | 10 | 43 | 27 | +16 |
|  | 5.   | Sioni Bolnisi        | 44 | 30 | 11 | 11 | 8  | 35 | 29 | +6  |
|  | 6.   | Lok’omot’ivi Tbilisi | 38 | 30 | 10 | 8  | 12 | 35 | 33 | +2  |
|  | 7.   | Mglebi Zugdidi       | 36 | 30 | 10 | 6  | 14 | 36 | 41 | -5  |
|  | 8.   | Meskheti             | 29 | 30 | 7  | 8  | 15 | 23 | 42 | -19 |
|  | 9.   | Gagra                | 28 | 30 | 7  | 7  | 16 | 23 | 48 | -25 |
|  | 10.  | Spartaki-Tskhinvali  | 25 | 30 | 6  | 7  | 17 | 28 | 46 | -18 |
|  | 11.  | Borjomi              | 13 | 30 | 2  | 7  | 21 | 21 | 85 | -64 |

Legenda:
      Campione di Georgia e ammessa alla UEFA Champions League 2009-2010
      Ammesse alla UEFA Europa League 2009-2010
      Retrocesse in Pirveli Liga 2009-2010
Note:
Tre punti a vittoria, uno a pareggio, zero a sconfitta.

## Risultati

### Partite (1-20)
|                     | Bor  | DiT  | Gag  | Lok  | Mes  | Mgl  | Oli  | Sio  | Spa  | WIT  | Zes  |
| ------------------- | ---- | ---- | ---- | ---- | ---- | ---- | ---- | ---- | ---- | ---- | ---- |
| Borjomi             | –––– | 0-4  | 3-2  | 0-2  | 0-0  | 2-2  | 1-2  | 0-0  | 1-3  | 0-1  | 1-1  |
| Dinamo Tbilisi      | 5-0  | –––– | 3-0  | 2-1  | 4-0  | 2-1  | 2-1  | 4-1  | 4-1  | 2-2  | 2-0  |
| Gagra               | 2-0  | 2-1  | –––– | 0-0  | 3-1  | 2-0  | 0-0  | 1-1  | 0-2  | 0-4  | 1-3  |
| Lokomotivi Tbilisi  | 4-0  | 1-0  | 2-0  | –––– | 2-0  | 0-1  | 0-2  | 0-1  | 2-1  | 0-1  | 1-2  |
| Meskheti            | 2-2  | 1-3  | 2-0  | 3-1  | –––– | 0-0  | 1-1  | 0-2  | 1-0  | 0-1  | 0-0  |
| Mglebi Zugdidi      | 4-1  | 0-1  | 1-0  | 0-0  | 0-2  | –––– | 3-1  | 0-1  | 2-0  | 0-2  | 0-1  |
| Olimpi Rustavi      | 1-1  | 1-0  | 3-0  | 0-0  | 4-0  | 2-1  | –––– | 0-0  | 1-0  | 0-0  | 0-0  |
| Sioni Bolnisi       | 2-1  | 1-2  | 2-0  | 3-1  | 0-0  | 2-2  | 0-1  | –––– | 0-0  | 2-2  | 0-1  |
| Spartaki Tskhinvali | 1-2  | 0-3  | 1-1  | 1-4  | 1-1  | 4-0  | 1-1  | 0-3  | –––– | 0-1  | 1-2  |
| WIT Georgia         | 4-1  | 1-1  | 2-0  | 1-2  | 1-0  | 3-0  | 1-1  | 1-1  | 2-0  | –––– | 2-1  |
| Zest'aponi          | 1-0  | 1-0  | 3-0  | 3-1  | 0-1  | 1-0  | 0-1  | 1-0  | 4-1  | 1-2  | –––– |

### Partite (21-30)
|                     | Bor  | DiT  | Gag  | Lok  | Mes  | Mgl  | Oli  | Sio  | Spa  | WIT  | Zes  |
| ------------------- | ---- | ---- | ---- | ---- | ---- | ---- | ---- | ---- | ---- | ---- | ---- |
| Borjomi             | –––– |      | 1-2  | 1-1  |      |      |      | 1-2  |      | 0-3  | 1-3  |
| Dinamo Tbilisi      | 12-0 | –––– |      |      | 2-0  |      | 2-1  |      | 2-2  | 1-1  |      |
| Gagra               |      | 0-1  | –––– |      | 2-0  | 2-2  | 0-1  | 1-2  | 1-1  |      |      |
| Lokomotivi Tbilisi  |      | 0-0  | 0-1  | –––– | 0-0  | 1-1  | 1-3  | 1-1  |      |      |      |
| Meskheti            | 6-0  |      |      |      | –––– |      | 0-1  |      | 1-0  | 0-3  |      |
| Mglebi Zugdidi      | 5-0  | 1-0  |      |      | 4-1  | –––– | 1-2  | 2-0  | 2-1  |      |      |
| Olimpi Rustavi      | 6-1  |      |      |      |      |      | –––– | 0-1  | 1-0  | 1-3  | 1-0  |
| Sioni Bolnisi       |      | 1-1  |      |      | 2-0  |      |      | –––– |      | 3-4  | 0-0  |
| Spartaki Tskhinvali | 2-0  |      |      | 1-3  |      |      |      | 2-1  | –––– | 0-0  | 1-0  |
| WIT Georgia         |      |      | 0-0  | 3-1  |      | 4-0  |      |      |      | –––– | 2-1  |
| Zest'aponi          |      | 0-4  | 6-0  | 1-3  | 3-0  | 3-1  |      |      |      |      | –––– |